# Evarist Ritter von Czaykowszki

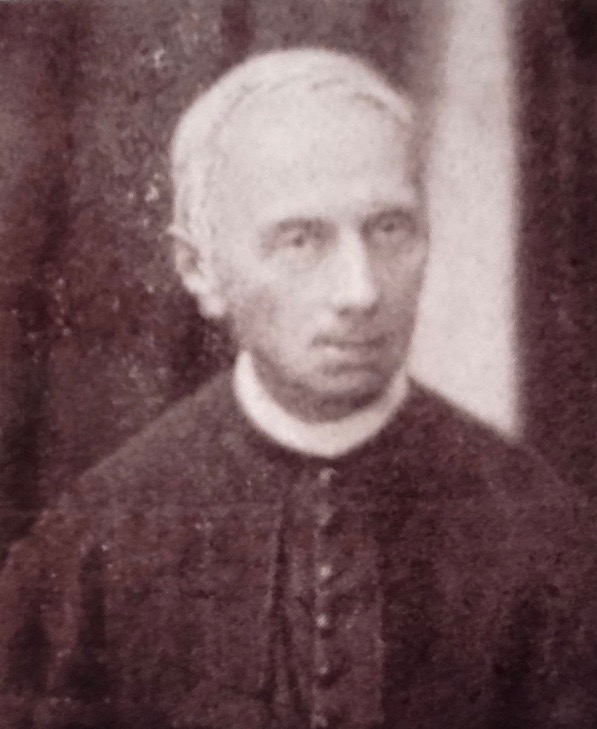
Evarist Ritter von Czaykowszki (1858–1934)

Evarist Ritter von Czaykowszki (* 4. April 1858 in Preßburg, Königreich Ungarn; † 27. Januar 1934 ebenda) war ein katholischer Priester, päpstlicher Kämmerer und Kanoniker zu St. Martin in Preßburg.

## Leben
Evarist Ritter von Czaykowszki de Berynda, Spross einer alten polnischen Offiziersfamilie, war ein gebürtiger Preßburger. Zuerst studierte er Jura, entschloss sich jedoch nach dem Selbstmord seines Vaters zum Priesterstudium. Theologie studierte er anfangs in seiner Vaterstadt Preßburg und dann in Wien, wo er auch am 1. September 1882 zum Priester geweiht wurde. Zuerst hatte er verschiedene Kaplanstellen inne, bis er im Jahre 1897 zum Pfarrer in Wallfahrtsort Mariathal (bei Preßburg) ernannt wurde. Hier war er Initiator der Renovierungsarbeiten an der Wallfahrtskirche, wodurch er sich die Herzen der Wallfahrer errang. 

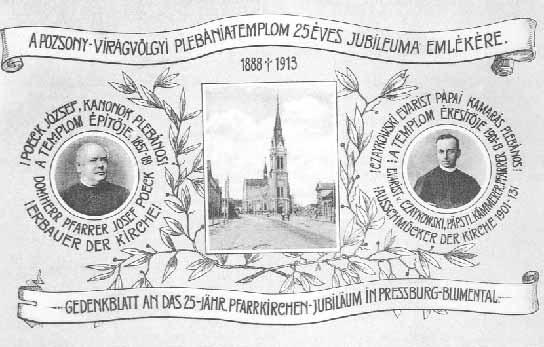
Gedenkblatt zum 25-jährigen Kirchenjubiläum (links: Pfarrer Joseph Poeck, rechts Pfarrer Evarist Ritter von Czaykowski)

Da nach dem unglücklichen Weggang von Pfarrer Vincent Havlicsek (1849–1922), die Blumenthaler Pfarre bereits seit zwei Jahren verwaist war und nur notdürftig vom Pfarrer Johann Juriga–Jerényi verwaltet wurde, kam Czaykowszki nach seiner Wahl und Ernennung am 21. April 1901 hierher. Czaykowszki führte ein vorbildliches Priesterleben, kümmerte sich intensiv um die einzelnen Gemeindeglieder. Er ließ das Pfarrhaus um einen Anbau erweitern, schaffte viele liturgische Priestergewänder an und machte sich im Jahre 1907 vor allem beim Neubau eines Marienaltars, wo das Gnadenbild der Mutter Gottes des Guten Rates neu untergebracht wurde, verdient. Im Jahre 1913 wurde unter seiner Leitung das 25-jährige Jubiläum des Baues der dritten Blumenthaler Kirche feierlich begangen.
Im Jahre 1917 beschloss Czaykowszki die Errichtung eines sog. „Kriegsaltars“ in Preßburger St. Martinsdom. Auf seine Veranlassung und seiner Mutter Risa hin verwandelte man den Domaltar des Heiligen Kreuzes in einen Kriegsaltar, den sie beide aus eigenen Mitteln gefördert haben. Czaykowsky wollte durch diesen Altar sein Verlangen nach Frieden inmitten des gruseligen Kriegs ausdrücken. Der Trost sollte durch fünf einheitlich aufgefasste Reliefs von Christus ausgedrückt werden, der in einem Purpurmantel gekleidet mit der typischen Geste auf sein Herz zeigt. Die Besonderheit dieses Altars lag zweifellos in den geschnitzten Holzreliefs in vier Rechtecken auf den Seitenflügeln des Altars. Drei von ihnen stellten einen Soldaten in Husarenuniform dar: zuerst verabschiedet er sich von seiner Frau und Familie, dann kämpft er mit einem Kriegsgegner und schließlich stirbt er verwundet auf dem Frontfeld, betreut von einem Priester. In dem vierten Relief im rechten unteren Rechteck betet Kaiser Franz Joseph selbst vor dem Gottesherz. Während der Kriegsaltar im Laufe des Kriegs von vielen Menschen mit Vertrauen angeschaut wurde, entwickelte sich nach dem Krieg eine Abneigung bestimmter Kreise der Gesellschaft gegen Denkmäler der Donaumonarchie. Am 13. Februar 1920 beschädigten die Vandalen absichtlich die Altarreliefs. Die polizeilichen Ermittlungen blieben ergebnislos. Danach musste der Altar abgebaut werden.
Nach dem Zusammenbruch Österreich-Ungarns im Jahre 1918 kam Czaykowszki als überzeugter Legitimist und Anhänger der Donaumonarchie, mit den veränderten politischen Verhältnissen in der neu gegründeten Tschecho-Slowakei nicht zurecht. Das nun vorherrschende tschechische und slowakische Element war ihm fremd und deswegen gab er am 1. August 1920 die Pfarrstelle im Blumenthal, nach 19-jähriger Tätigkeit auf und zog sich auf seine alte Wirkungsstätte nach Mariathal zurück. 
Im Juni 1927 wurde Czaykowszki zum Kanonikus beim Dom zu St. Martin ernannt. Er starb am 27. Januar 1934 in Preßburg. Seine sterblichen Überreste wurden auf dem St. Martinsfriedhof seiner Heimatstadt bestattet.